# Gli attendenti
Pour plus de détails, voir Fiche technique et Distribution.
Gli attendenti est une comédie militaire italienne réalisée par Giorgio Bianchi et sortie en 1961.

## Synopsis
Dans un bâtiment proche de la caserne vivent un certain nombre d'officiers et leurs familles, et cinq soldats qui viennent d'être affectés à l'unité sont assignés à leur tâche de préposés. 
De Acutis, professeur d'université aux tendances pacifistes, est affecté au colonel Terenzi, mais tombe rapidement amoureux de la fille du colonel retraité Bitossi ; Donati, un garçon timide, accompagné de sa mère, une veuve agréable, est affecté au major Penna, qui finit par épouser la mère de l'accompagnateur ; Santo, qui est parti le matin du mariage, est affecté au lieutenant Ronchi, mais place la mariée dans la famille du colonel Bitossi, pour qu'elle soit au moins près de lui ; Antonio, qui dans le civil est danseur, a une relation sentimentale avec Lauretta, une actrice de variétés. Un soir, Antonio se permet de l'inviter chez son supérieur, le lieutenant Martucci, profitant de son absence pour retarder son départ. Mais son stratagème est voué à l'échec et l'officier fait la connaissance Lauretta : La jalousie d'Antonio naît de ce malentendu et il décide d'épouser sa fiancée. 
De Acutis réussit également à épouser la fille du colonel Bitossi et Santo peut profiter de sa lune de miel brusquement interrompue pendant le long congé qui lui est accordé.

## Fiche technique
- Titre original : Gli attendenti[1],[2],[3]
- Réalisation : Giorgio Bianchi
- Scénario :	Marcello Marchesi, Luigi Magni, Stefano Strucchi
- Photographie :	Guglielmo Mancori
- Montage : Renato Cinquini (it)
- Musique : Armando Trovajoli
- Costumes : Giuliano Papi
- Maquillage : Telemaco Tilli
- Production : Marco Mariani (it)
- Société de production : Cinex, Incei Film
- Pays de production : Italie
- Langue originale : italien
- Format : Noir et blanc - Son mono - 35 mm
- Durée : 108 minutes
- Genre : Comédie militaire
- Dates de sortie :
  - Italie : 3 novembre 1961

## Distribution
- Vittorio De Sica : Colonel Filippo Bitossi
- Renato Rascel : Remigio De Acutis
- Dorian Gray : Lauretta
- Gino Cervi : Major Penna
- Didi Perego : Valeria Bitossi
- Paolo Fratini : Osvaldo Donati
- Andreina Pagnani : La mère d'Osvaldo
- Luigi Pavese : Colonel Terenzi
- Stelvio Rosi : Antonio
- Vicky Ludovisi : Nunziatina
- Vittorio Congia : Domenico Damiani
- Lelio Luttazzi : Lieutenant Martucci
- Nico Rienzi : voix du narrateur